# 復水器

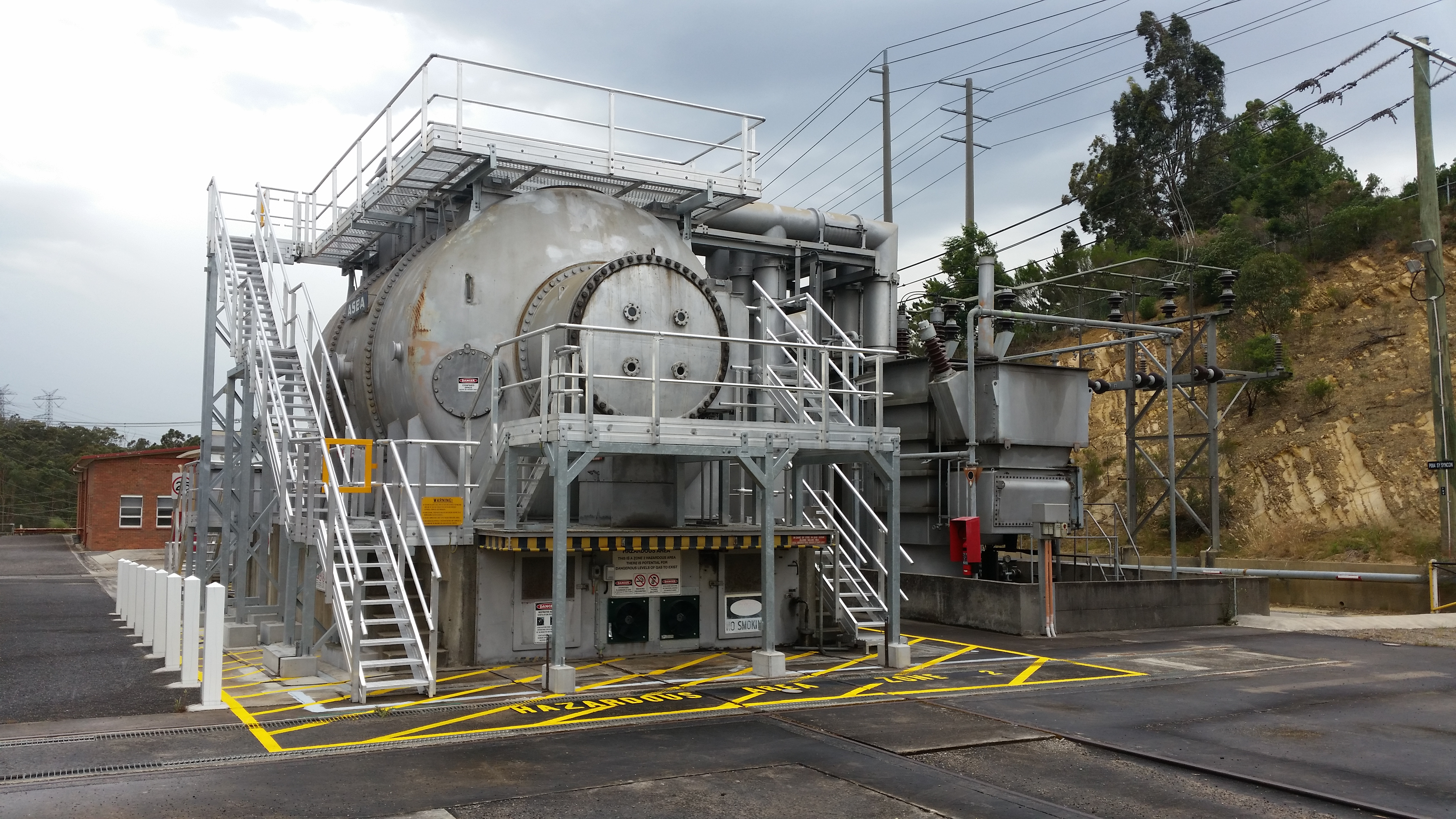
変電所に設置された復水器

復水器（ふくすいき、英: condenser）とは、熱交換器の一種で、蒸気タービンやシリンダー内で仕事を取り出した後の水蒸気（低圧の湿り蒸気）を冷却して凝縮させ、低圧の飽和液に戻す装置である。ここでできた飽和液（水）は給水ポンプへ行く。
エア・コンディショナーや冷凍機にも同じ原理と働きの「コンデンサー」が使われる。ただし水ではなく冷媒を用いるため「復水器」とは呼ばず「凝縮器」と呼ばれる。
復水器を含む熱力学サイクルにはランキンサイクルがある（ランキンサイクルの状態で4→1の等圧冷却過程）。

## 種類・形式
表面復水器
冷却水が復水器冷却管内を通り、蒸気とは直接接触しないもの。ボイラーなどの配管を循環する水の清浄度を確保するため、汽力発電など多くのシステムで表面復水器が用いられる。
直接接触復水器
冷却水を復水器内に導入し、蒸気と混合するもの。地熱発電所では、タービン蒸気が凝縮した復水をボイラーに供給する必要がなく、復水の清浄度に対する要求が厳しくないため、構造が簡単で熱交換にも有利な直接接触復水器が用いられることが多い。

## 構造・性能
胴
鋼製の箱形容器で、負圧に耐えるため内部に補強が設けられる。大型発電プラントではタービンの真下に配置され、低圧タービンの排気を直接受けるが、小規模の地熱発電プラントではタービンの横に置かれ、タービン排気は配管により導かれることもある。胴下部には凝縮した飽和液が溜まるピットがあり、ホットウェルと呼ばれる。
冷却管
胴には数多くの冷却管が貫通しており、冷却管内部に冷却水を通過させて胴内の蒸気を冷却し、凝縮させる。火力発電所では通常はアルミニウムか黄銅が用いられるが、特に腐食し易い部位にはチタンが用いられる場合がある。なお、直接接触復水器は冷却管の代わりに冷却水を胴内に散布するノズルが数多く設けられ、冷却水と蒸気とを混合するもので、地熱発電プラントに用いられる。
真空度
復水器圧力が低くなるほどタービンの熱効率は高くなるが、復水器の伝熱面積や冷却水量が増加することにより設備費や運転コストが増大するため、復水器圧力は両者のバランスを考慮して決定されるが、主な決定要因は冷却水温度である。日本の事業用火力発電所における復水器真空度は、海水温度の高い沖縄で低く、海水温度の低い北海道では高く設計・運用されており、その範囲は概ね95 - 98 kPaである。また、地熱発電プラントでは蒸気中に非凝縮性ガスが含まれていることから、復水器真空度は火力・原子力発電プラントよりも低く（復水器内圧力としては高く）設定される。〔参照：火力・原子力発電所設備要覧（火力原子力発電技術協会）〕

## 付属設備
空気抽出器
低圧タービンは負圧となっているため軸受部の隙間などからタービン内に微量の空気が流入する。この空気が復水器内に滞留すると、真空度が悪化し発電効率を低下させる。そのため、エゼクターや真空ポンプなどの空気抽出器により復水器内の空気を除去している。特に地熱発電では蒸気に含まれる非凝縮性ガスが多いため、大型の空気抽出器が必要である。
鉄イオン注入装置
海水による冷却管の腐食を防止するため復水器入口海水に微量の硫酸鉄(II)を注入して管内面に保護皮膜を形成する。
塩素注入装置
冷却管内にムラサキイガイなどの海生生物が付着・繁殖することにより、冷却効率の低下・圧損の増加・管の腐食などが発生するため、復水器入口海水に微量の塩素を注入して海生生物の繁殖を防止している。通常は海水を電気分解して発生させる。

## 蒸気機関車の復水器
蒸気機関車では通常、ボイラーで作られた蒸気がシリンダーに送られて動輪を駆動し、使い終わった蒸気は煙室内にドラフトとして吹き出して、火室の空気の流れを助けるために使用される。このため水はサイクルを循環せず、一方的に消費されて煙突から燃料の燃焼ガスと一緒に外に吐き出されてしまう。これは、蒸気機関車の運行をするためには頻繁に水の補給をしなければならないことを意味する。
これに対して、水源の確保が難しく水補給設備の少ない乾燥地帯や、水質・量ともに安定した供給が保証されない戦場などでは、蒸気機関車を運行するために水の消費量を極力減らしたいという需要があった。
こうした地域では給水用に大型の水タンクを設置し、さらにその水タンクに備蓄する水を輸送するためにタンク車を連ねた水輸送列車を定期的に運行せねばならないなど、水の確保に難渋する状況となっていたのである。
そのため、蒸気機関車に復水器を搭載して水を循環させるようにしたものがある。復水器で循環させても漏れる蒸気を完全には無くせないため全く水の補給を省略できるようになるわけではなく、当然に燃料の補給も必要となるが、理論上一般型機関車比でおよそ90パーセント、実用例では40パーセント程度まで水の消費を削減できるため、一般型機関車に比較してかなり航続距離を伸ばすことや、各給水施設の水の消費量軽減が可能となる。
もっとも、その一方で排気蒸気を回収してしまうためこれをドラフトとして使用できず、ターボブロアファンなどの動力式ドラフト装置を設置するなどの代替措置が必要となり、さらに復水器での水分凝結に際しても冷却ファンの駆動が必要となる。そのため、こうした補機に本来走行に使用すべきエネルギーを消費されてしまう＝復水器を持たない通常型の機関車よりも性能が低下してしまうというデメリットがある。また、複雑な復水器を搭載するため、機関車自体のサイズが大型化するという問題もある。
復水器を使用した蒸気機関車はドイツのヘンシェル社に実績があり、第二次世界大戦前にアルゼンチン、ロシア向けの復水器式蒸気機関車の納入実績がある。また第二次世界大戦の独ソ戦では、ドイツ自身が復水器式に改造したBR52を使用した。第二次世界大戦後では南アフリカ国鉄25型蒸気機関車の例がある。